# Lluís Rovira i Pato
Lluís Rovira i Pato (Girona, 1968) és un científic català. És doctor en biologia i especialista en l’anàlisi i gestió de la ciència.
Doctor en Biologia per la Universitat de Barcelona i especialista en l'anàlisi i gestió de la ciència i la tecnologia. La seva faceta com a investigador l'ha dut a interessar-se per l'anàlisi de l'activitat científica i la bibliometria, camp en què ha dirigit diversos projectes de recerca.
Com a gestor, ha estat secretari del Consell Social de la Universitat de Girona i del Parc Científic i Tecnològic de la mateixa universitat. Ha estat director adjunt a l'Agència de Gestió d'Ajuts Universitaris i de Recerca (AGAUR) (2005-2009) i adjunt al director general de Recerca (2009-2011).
Entre 2011 i 2024 fou director dels Centres de Recerca de Catalunya.